# Labrisomus jenkinsi
Labrisomus jenkinsi is een  straalvinnige vissensoort uit de familie van slijmvissen (Labrisomidae). De wetenschappelijke naam van de soort is voor het eerst geldig gepubliceerd in 1903 door Heller & Snodgrass.
De soort staat op de Rode Lijst van de IUCN als Kwetsbaar, beoordelingsjaar 2007.